# Le Sous-marin de l'apocalypse
Pour plus de détails, voir Fiche technique et Distribution.
Le Sous-marin de l'apocalypse (Voyage to the Bottom of the Sea) est un film américain de science-fiction, réalisé par Irwin Allen et sorti en 1961.

## Synopsis
Le Seaview, un super sous-marin nucléaire de recherche conçu par l'amiral Harriman Nelson, subit ses derniers essais dans l'océan Arctique, sous les glaces du pôle Nord. Pour superviser ces ultimes tests, le submersible accueille à son bord les représentants du gouvernement fédéral : le sénateur Parker, grand pourfendeur du projet, le Dr Hiller, psychiatre, et l'amiral Crawford.
En plongée, le bâtiment est soudain victime d'un éboulement de glace et le retour à la surface offre le terrifiant spectacle de la glace en fusion sous un ciel qui paraît s'être embrasé. Lorsqu'il parvient enfin à joindre Washington, Nelson apprend que la « ceinture de Van Allen a pris feu », faisant inexorablement augmenter la température jusqu'à rendre bientôt toute vie impossible.
Dans leur course pour sauver la planète, l'amiral et l'équipage du Seaview vont devoir affronter les attaques de monstres marins, de sous-marins ennemis et même d'un saboteur.

## Fiche technique
- Titre original : Voyage to the Bottom of the Sea
- Titre français : Le sous-marin de l'apocalypse
- Réalisation : Irwin Allen
- Scénario : Irwin Allen et Charles Bennett
- Photographie : Winton C. Hoch
- Son : Alfred Bruzlin, Warren B. Delaplain
- Montage : George Boemler et Roland Gross (en)
- Musique : Paul Sawtell et Bert Shefter (en)
- Production : Irwin Allen
- Société(s) de production : Windsor production Inc.
- Société(s) de distribution :Twentieth century fox film corporation
- Durée : 100 minutes
- Date de sortie : 13 juillet 1961 (États-Unis)

## Distribution
- Walter Pidgeon : amiral Harriman Nelson
- Joan Fontaine : Dr Susan Hiller
- Barbara Eden : lieutenant Cathy Connors
- Peter Lorre : commander Lucius Emery
- Robert Sterling : capitaine Lee Crane
- Michael Ansara : Miguel Alvarez
- Frankie Avalon : Danny Romano
- Regis Toomey : Dr Jamieson
- Howard McNear (en) : Parker
- Henry Daniell : Dr Zucco
- Skip Ward : membre de l'équipage
- Charles Tannen (en) : Gleason
- Del Monroe : marin Kowalski

## Postérité
Irwin Allen a créé et produit une série télévisée Voyage au fond des mers (Voyage to the Bottom of the Sea) basée sur ce film. Entre septembre 1964 et septembre 1968, 110 épisodes, dont certains réalisés par Allen même, seront diffusés sur ABC. Seulement le personnage principal de l'amiral Harriman Nelson reviendra dans la version télévisée française, alors que dans la version originale on retrouvera aussi le capitaine Lee Crane dont le prénom sera changé pour Ted en version française. Ces deux rôles seront joués à l'écran respectivement par Richard Basehart et David Hedison, aucun des autres personnages du film ne reviendra dans le cadre de la série télévisée, à l’exception du marin Kowalski, interprété dans le film et la série par Del Monroe.

## DVD / Blu-ray (France)
Le film a fait l'objet de plusieurs sorties sur les supports DVD et Blu-ray :
- Le Sous-marin de l'apocalypse (DVD-9 Keep Case) sorti le 5 juin 2002, édité par 20th Century Fox et distribué par Fox Pathé Europa. Le ratio écran est en 2.35:1 panoramique 16:9. L'audio est en français 2.0 et anglais 4.0 Dolby Digital avec présence de sous-titres français. En supplément la bande annonce d'époque. Il s'agit d'une édition Zone 2 Pal[1].

- Le Sous-marin de l'apocalypse (Boitier DVD-9 Keep Case avec fourreau cartonné) sorti le 4 avril 2017, édité par Rimini Editions et distribué par Arcadès. Le ratio écran est en 2.35:1 panoramique 16:9. L'audio est en français et anglais 2.0 mono avec présence de sous-titres français. En supplément un documentaire "Dans les coursives du Seaview" (18'). Il s'agit d'une édition Zone 2 Pal[2]

- Le Sous-marin de l'apocalypse (BD-50 Blu-ray) sorti le 4 avril 2017, édité par Rimini Editions et distribué par Arcadès. Le ratio écran est en 2.35:1 1080p 16:9 natif. L'audio est en français et anglais 2.0 mono avec présence de sous-titres français. En supplément un documentaire "Dans les coursives du Seaview" (18'). Il s'agit d'une édition Zone B[3]